# Exiquaspira
Exiquaspira is een geslacht van weekdieren uit de klasse van de Gastropoda (slakken).

## Soorten
- Exiquaspira ornata (Ninomiya, 1988)
- Exiquaspira bulbosa (Ninomiya, 1991)
- Exiquaspira festiva (Ninomiya, 1991)
- Exiquaspira rottnestensis (Ninomiya, 1991)
- Exiquaspira sydneyensis (Ninomiya, 1991)